# Zasłonak żółtozłoty

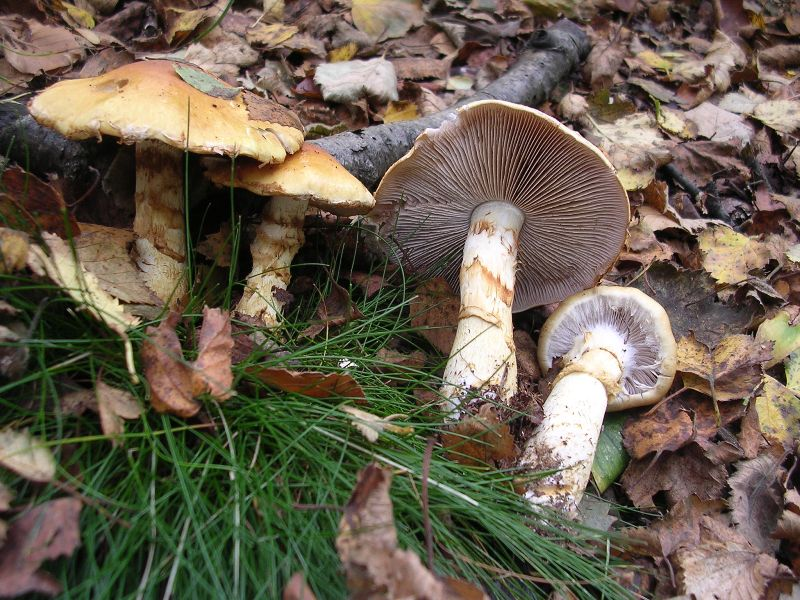

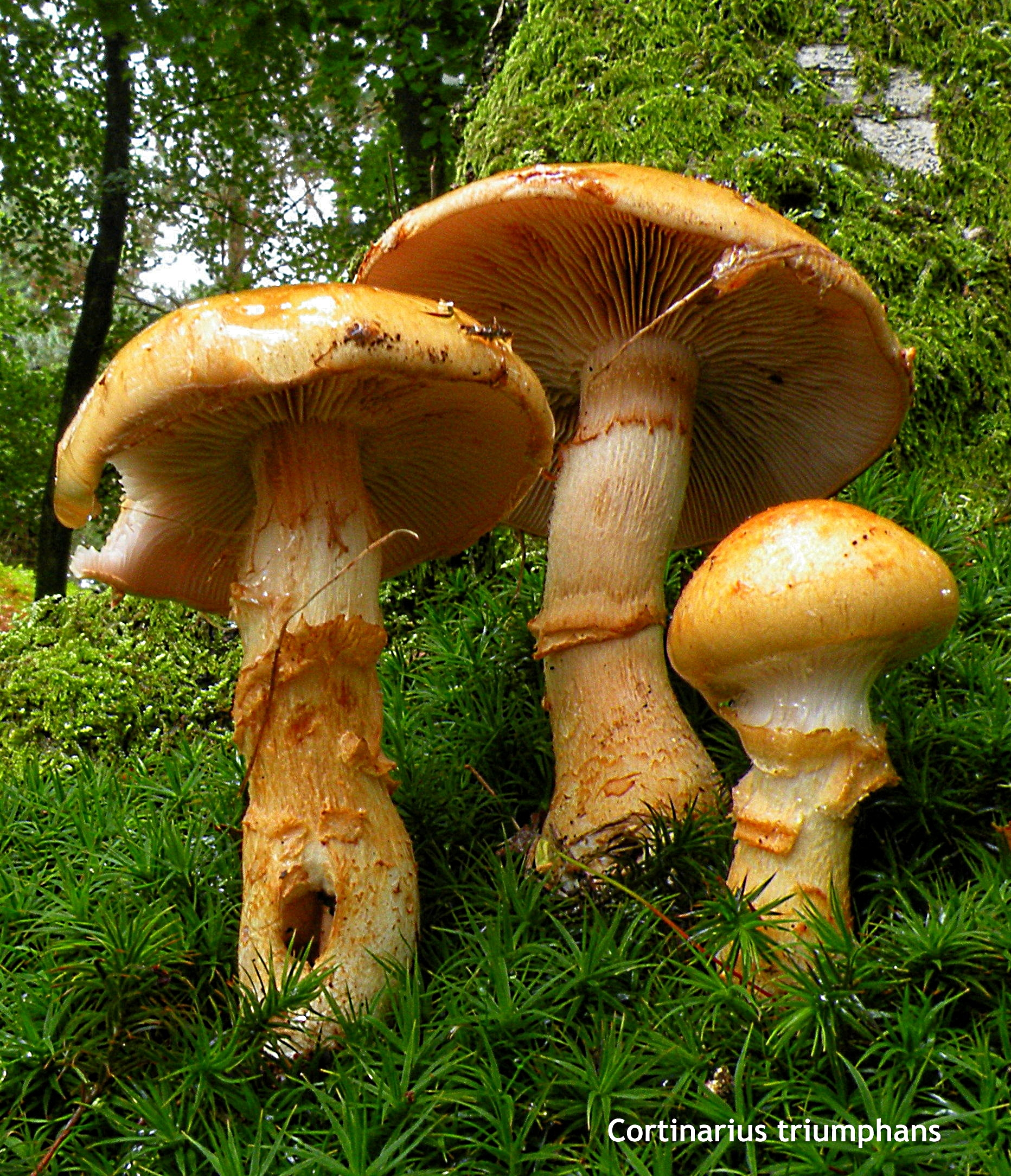

Zasłonak żółtozłoty (Phlegmacium triumphans (Fr.) A. Blytt) – gatunek grzybów należący do rodziny zasłonakowatych (Cortinariaceae).

## Systematyka i nazewnictwo
Pozycja w klasyfikacji według Index Fungorum: Phlegmacium, Cortinariaceae, Agaricales, Agaricomycetidae, Agaricomycetes, Agaricomycotina, Basidiomycota, Fungi.
Po raz pierwszy opisał go w 1838 r. Elias Fries, nadając mu nazwę Cortinarius triumphans. Obecną nazwę nadał mu Axel Gudbrand Blytt w 1904 r.
Niektóre synonimy:
- Cortinarius triumphans Fr. 1838
- Cortinarius triumphans f. spectabilis Reumaux 2000
- Cortinarius triumphans Fr. 1838 f. triumphans[2]

Nazwę polską zaproponował Władysław Wojewoda w 2003 r., Andrzej Nespiak w 1981 r. opisywał ten gatunek pod nazwą zasłonak triumfalny{. Obydwie są niespójne z aktualną nazwą naukową.

## Morfologia
Kapelusz
Średnica 5–12 cm, za młodu półkulisty, potem łukowaty, w końcu płaski z tępym garbem. W stanie suchym matowy, w stanie wilgotnym śliski i błyszczący. Powierzchnia o barwie od żółtej do żółtoochrowej, na środku pomarańczowobrązowa, włóknistołuskowata. Czasami brzeg bywa połączony z trzonem białą zasnówką.
Blaszki
Przyrośnięte, wąskie, brzuchate, początkowo kredowobiałe z lekko różowofioletowym odcieniem, potem żółtoochrowe w końcu ochrowobrązowe.
Trzon
Wysokość 6–14 cm, grubość 12–15 mm, maczugowaty, nieco ukorzeniony, pełny. Powierzchnia biaława z resztkami ochrowożółtej do ochrowobrązowej osłony, zazwyczaj w postaci kilku stref pierścieniowych.
Miąższ
Mięsisty, białawy, o niewyraźnym zapachu i smaku.
Zarodniki
Elipsoidalne do migdałkowatych, o rozmiarach 10–12,5 × 5,5–7μm, nieamyloidalne.
Gatunki podobne
Zasłonak torfowy (Cortinarius saginus). Odróżnia się ciemniejszym, pomarańczowobrązowym kapeluszem i miejscem występowania – w górskich lasach iglastych. Zasłonak błękitnoblaszkowy (Cortinarius delibutus) ma podobny kapelusz, ale blaszki za młodu niebieskawofioletowe.

## Występowanie i siedlisko
Znane są jego stanowiska w Europie, północnej części Ameryki Północnej oraz w Japonii. W Europie jest szeroko rozprzestrzeniony, nie podano jego stanowisk tylko w Europie Wschodniej i Południowo-wschodniej. W piśmiennictwie naukowym na terenie Polski do 2003 r. podano 4 stanowiska. Aktualne stanowiska tego gatunku w Polsce podaje internetowy atlas grzybów. Znajduje się na Czerwonej liście roślin i grzybów Polski. Ma status E – gatunek wymierający.
Rośnie w lasach liściastych i mieszanych, na kwaśnych glebach, zawsze pod brzozami.
Grzyb niejadalny.